# Metapenaeus alcocki
Metapenaeus alcocki är en kräftdjursart som beskrevs av George och Rao 1968. Metapenaeus alcocki ingår i släktet Metapenaeus och familjen Penaeidae. Inga underarter finns listade i Catalogue of Life.